# Неклюдов, Григорий Иванович
Григорий Иванович Неклю́дов (1898—1980) — советский конструктор прецизионных станков для часовой промышленности и других машин. Лауреат Ленинской премии.

## Биография
После окончания механического факультета МВТУ имени Н. Э. Баумана (1926) работал на заводах «Красный пролетарий» (Москва) и имени К. Маркса (Ленинград). Одновременно с 1932 года преподавал в ЛПИ, доцент.
В 1933—1939 годах главный инженер НИИ по проектированию тяжелых станков. В 1939—1947 годах директор НИИ машиностроения.
С 1947 году главный конструктор и начальник организованного им СКБ часового и камневого станкостроения.
С 1964 года на пенсии.

## Семья
Жена: Марина Викторовна Неклюдова-Классен (07.01.1904-11.01.1995) - дочь В.Э. Классена, доктор-физико-математических наук.

## Награды и премии
- Сталинская премия второй степени (1948) — за разработку конструкции и освоение серийного выпуска новых специальных станков
- Ленинская премия (1961) — за разработку и внедрение автоматических регуляторов возбуждения сильного действия для мощных гидрогенераторов и синхронных компенсаторов

Надгробие Г.И. Неклюдова и М.В. Неклюдовой Классен на Ваганьковском кладбище (участок 12.1)